# Cidade de Santarém
Cidade de Santarém (llamada oficialmente União de Freguesias da cidade de Santarém) es una freguesia portuguesa del municipio y distrito de Santarém. Según el censo de 2021, tiene una población de 30 017 habitantes.

## Historia
Fue creada el 28 de enero de 2013 con el nombre de União das Freguesias de Santarém (Marvila), Santa Iria da Ribeira de Santarém, Santarém (São Salvador) e Santarém (São Nicolau) en aplicación de una resolución de la Asamblea de la República de Portugal promulgada el 16 de enero de 2013 con la unión de las freguesias de Marvila, Santa Iria da Ribeira de Santarém, São Nicolau y São Salvador, pasando su sede a estar situada en la antigua freguesia de São Salvador. Esta denominación se mantuvo hasta el 23 de mayo de 2017 que pasó a su actual nombre en aplicación de la Ley n.º 19/2017 que modificaba su denominación.

## Demografía
| Gráfica de evolución demográfica de Cidade de Santarém entre 2011 y 2021 |
|                                                                          |
| Datos según el nomenclátor publicado por el INE portugués.               |